# Тредуэлл, Тимоти
Тимоти Тредуэлл (англ. Timothy Treadwell, 29 апреля 1957, Лонг-Айленд — 5 октября 2003, Катмай, Аляска) — американский натуралист-любитель, исследователь медведей, эколог, активист дикой природы и создатель документальных фильмов, получивший известность в результате своей гибели — будучи убитым медведями гризли, которых он изучал. После разрыва со своей возлюбленной он разочаровался в жизни и отправлялся жить среди гризли в национальный парк Катмай на Аляске, США каждое лето в течение 13 лет. В конце тринадцатого лета, проводимого им в парке, в 2003 году, он и его подруга Эми Хугенард (англ. Amie Huguenard) были убиты и частично съедены медведями гризли.

## Ранняя жизнь и карьера
Тредуэлл, от рождения носивший фамилию Декстер, родился в семье Вела и Кэрол Декстер в Лонг-Айленде, Нью-Йорк, и был одним из пятерых детей. Он учился в средней школе Коннеткот, где доучился до средних классов и был звездой школьной команды по подводному плаванию. Он также очень любил животных и держал белку по имени Вилли как домашнее животное. В интервью с его родителями в фильме «Человек-гризли» (Grizzly Man) они сообщили, что он был обычным молодым человеком, пока не уехал в колледж. Там он заявил, что он был британским сиротой, который родился в Австралии. По их словам, он стал алкоголиком и наркоманом, после того как потерял роль Вуди Бойда, доставшуюся Вуди Харрельсону, в комедийном телевизионном сериале «Весёлая компания» (Cheers).

## Интерес к медведям
Тимоти Тредуэлл жил среди медведей гризли в течение летнего сезона на протяжении 13 лет. Согласно книге Тредуэлла «Среди гризли: жизнь с дикими медведями на Аляске» (Among Grizzlies: Living with Wild Bears in Alaska) его миссия по защите медведей началась после того, как он пережил почти фатальную передозировку героина в конце 1980 года. Он признаётся в своей книге, что после этого случая он понял, что ему нужно что-то сделать со своей жизнью, чтобы она стала наполнена смыслом. Летом 1989 года он отправился в свою первую поездку на Аляску, в национальный парк Катмай, для наблюдения за медведями по совету близкого друга. Тредуэлл пишет, что после его первой встречи с диким медведем он испытал невероятное вдохновение и понял, что нашел своё призвание в жизни — защищать медведей гризли и среду их обитания. Тредуэлл в книге считает своё избавление от наркотической и алкогольной зависимостей заслугой его работы с медведями.

## Поездки на Аляску и гибель
В 1992 году Тредуэлл начал походы по катмайскому национальному парку в одиночестве, часто появляясь рядом с медведями во время их охоты на лососей. Тредуэлл впоследствии использовал свой 10-летний опыт работы вместе со сделанными за это время фотографиями и записями наблюдений для написания в соавторстве со своей подругой и коллегой Джуэл Паловак (Jewel Palovak) книги Among Grizzlies: Living with Wild Bears in Alaska, а также создал совместно с ней ассоциацию «Люди гризли» (Grizzly People) — общественную организацию по защите медведей гризли и мест их обитания. С 1999 года Тредуэлл вместе со своими материалами о повседневной жизни медведей, снятыми в заповеднике, ездил по американским школам с лекциями, слушателями которых стали тысячи детей школьного возраста, в которых рассказывал об образе жизни медведей и пояснял их привычки и поведение. К 2001 году Тредуэлл стал достаточно известным, чтобы получить широкое внимание средств массовой информации, на телевидении и в экологических кругах. Он часто проводил публичные выступления в качестве активиста экологического движения, был участником множества передач о дикой природе на различных телеканалах.
Тредуэлл заслужил репутацию смелого натуралиста, во время своих походов часто подходившего к медведям и даже возившегося и игравшего с медвежатами; многие его видеозаписи ещё при его жизни попадали в эфир в рамках различных телепередач о животных, в которых он всегда касался вопроса о необходимости сохранения популяции медведей гризли, и ситуация постепенно стала привлекать внимание людей. Тем не менее, его методы изучения медведей и порой странное поведение, включая пренебрежение элементарными мерами безопасности, приводили к конфликтам с администрацией парка и подвергались критике другими исследователями.
В октябре 2003 года тела Тредуэлла и его подруги Эми Хугенард были найдены в лагере в парке Катмай. Их тела были расчленены и частично обглоданы. Впоследствии было доказано, что они стали жертвами двух медведей гризли, вскоре после этого убитых, в желудке которых нашли части человеческих тел. Это стало первым за 85-летнюю историю национального парка случаем убийства человека медведем.

## Память
Жизнь Тредуэлла, его работа и смерть стали предметом документального фильма 2005 года режиссёра Вернера Херцога под названием «Человек-гризли» (Grizzly Man). В 2004 году планировалось снимать и художественный фильм о его жизни, главную роль в котором должен был исполнить Леонардо Ди Каприо, но проект по ряду причин был отменён.